# 珩琅山路駅
 珩琅山路駅（こうろうさんろえき）は、中華人民共和国 安徽省蕪湖市弋江区に位置する蕪湖軌道交通1号線の駅である。

## 歴史
- 2021年11月3日: 開業。

## 隣の駅
蕪湖軌道交通
■  1号線
文津東路駅 -  珩琅山路駅 - 蕪湖南駅